# Coloring Book
Albums de Oh My Girl
Listen to My Word
(2016)
Singles
1. Coloring Book
Sortie : 3 avril 2017

Coloring Book (en coréen : 컬러링북) est le cinquième extended play (EP) du girl group sud-coréen Oh My Girl. Il est paru sous WM Entertainment le 3 avril 2017 et est distribué par LOEN Entertainment. L'album contient cinq chansons, dont le single "Coloring Book". JinE n'a pas participé à cet album car elle est en convalescence et sous traitement médical.

## Liste des pistes
| 1.    | Coloring Book (컬러링북) | So Jung-ah                   | - David Anthony - Valeria Del Prete - 72                                                               | David Anthony                                               | 3:05 |
| 2.    | Real World               | - Seo Ji-eum - Mayu Wakisaka | - Sean Alexander - Mayu Wakisaka                                                                       | Avenue 52                                                   | 3:20 |
| 3.    | Agit                     | Seo Ji-eum                   | - Darren Smith - Andreas Öberg - Michele Angel Wylen - Sean Alexander                                  | - Darren "Baby Dee Beats" Smith - Andreas Öberg - Avenue 52 | 2:58 |
| 4.    | In My Dreams             | eMpty                        | - Darren Smith - Andreas Öberg - Bo Riley - Sean Alexander                                             | - Darren "Baby Dee Beats" Smith - Andreas Öberg - Avenue 52 | 3:28 |
| 5.    | Perfect Day              | - MaFly - KeyFly             | - Andreas Öberg - Svante Halldin - Jakob Hazell - Hugo Bjork - Michael Lerios - Demitri Lerios - SYMON | - SeventyEight - Hugo Bjork                                 | 2:57 |
| 15:48 |                          |                              | |                                                             |      |

## Personnel
Crédits issus des notes de l'EP.
Localisations
- Enregistré au doobdoob Studio ("Coloring Book")
- Enregistré au Vibe Studio ("Real World", "Agit", "Perfect Day")
- Enregistré au W Sound ("In My Dreams")
- Édité au doobdoob Studio ("Coloring Book", "Real World", "Agit", "In My Dreams")
- Édité au W Sound ("Perfect Day")
- Mixé au W Sound ("Coloring Book", "In My Dreams", "Perfect Day")
- Mixé au Koko Sound Studio ("Real World")
- Mixé au Bono Studio ("Agit")
- Mastering au JFS Mastering

Personnel
- Oh My Girl – chant
- WM Entertainment Inc. – producteur exécutif
- Lee Won-min – producteur
- Kim Jin-mi – réalisateur exécutif
- 72 – réalisateur artistique
- Jang Woo-young – ingénieur son
- Heo Eun-sook – ingénieur son
- Choi Ja-yeon – ingénieur son
- Jung Mo-yeon – ingénieur son
- Maxx Song – ingénieur son
- Jo Joon-seong – mixage
- Go Seung-wook – mixage
- Go Hyun-jung – mixage
- Kwon Nam-woo – mastering
- Soulme – chorégraphe
- Shin Hui-won – réalisateur vidéo
- Jo Dae-young – direction artistique et design
- Keema – direction artistique et design
- Seo Joon-gyo – photographe
- David Anthony – clavier, guitare, basse, percussions, cuivres (sur "Coloring Book")
- Kang Hyun-joo – chœurs (sur "Coloring Book")
- Maxx Song – directeur vocal, ingénieur son, éditeur digital (sur "Coloring Book")
- Jang Woo-young – ingénieur son (sur "Real World"), éditeur digital (sur "Coloring Book", "Real World", "Agit", "In My Dreams")
- Heo Eun-sook – assistant mixage (sur "Coloring Book", "In My Dreams", "Perfect Day"), éditeur digital (sur "Perfect Day")
- Choi Ja-yeon – assistant mixage (sur "Coloring Book", "In My Dreams", "Perfect Day"), ingénieur son (sur "In My Dreams")
- Jo Joon-seong – mixage (sur "Coloring Book", "In My Dreams", "Perfect Day")
- Kwon Nam-woo – mastering (sur "Coloring Book", "Real World", "Agit", "In My Dreams", "Perfect Day")
- Sean Alexander – clavier (sur "Real World", "In My Dreams"), guitare, basse, percussions (sur "Real World"), programmage additionnel (sur "Agit")
- Park Eun-ooh (en) – chœurs (sur "Real World", "In My Dreams")
- 72 – directeur vocal (sur "Real World", "Agit", "In My Dreams", "Perfect Day")
- Moon Jeong-gyu – directeur vocal (sur "Real World", "Agit", "In My Dreams", "Perfect Day")
- Jeong Mo-yeon – ingénieur son (sur "Real World", "Agit", "Perfect Day")
- Go Hyun-jung – mixage (sur "Real World")
- Andreas Öberg – clavier (sur "Agit", "In My Dreams"), guitare (sur "Agit", "In My Dreams", "Perfect Day")
- Darren Smith – clavier, percussions (sur "Agit", "In My Dreams"), arrangements cordes (sur "In My Dreams")
- Hyun Seunghee (Oh My Girl) – chœurs (sur "Agit", "Perfect Day")
- Seon Young – assistant mixage (sur "Agit")
- Go Seung-wook – mixage (sur "Agit")
- SeventyEight – clavier, basse, percussions, programmage additionnel (sur "Perfect Day")
- Hugo Bjork – clavier, guitare, basse, percussions, programmage additionnel (sur "Perfect Day")